# جایزه فریدریش هولدرلین
جایزه ادبی فریدریش هولدرلین یکی از جوایز ادبی آلمان است که در سال ۱۹۸۳ تأسیس شد. در ماه ژوئن، سالانه شهر بد هومبورگ vor der Höhe جایزه را اهدا می‌کند. این جایزه ۲۰۰۰۰ یورویی به عنوان یک جایزه عمومی ادبی برای دستاوردهای برجسته اهدا می‌شود.

## برندگان
- 1983: Hermann Burger
- ۱۹۸۴: سارا کیرش
- 1985: Ulla Hahn
- 1986: Elisabeth Borchers
- 1987: Peter Härtling
- 1988: Karl Krolow
- 1989: Wolf Biermann
- 1990: Rolf Haufs
- ۱۹۹۱: گونتر کونرت
- 1992: Hilde Domin
- ۱۹۹۳: فریدریکه مایرکر
- 1994: Ludwig Harig
- ۱۹۹۵: ارنست یاندل
- ۱۹۹۶: مارتین والزر
- 1997: Doris Runge
- 1998: Christoph Ransmayr
- 1999: Reiner Kunze
- ۲۰۰۰: مارسل رایش-رانیسکی
- 2001: Dieter Wellershoff
- 2002: Robert Menasse
- 2003: Monika Maron
- 2004: Johannes Kühn
- 2005: Durs Grünbein
- 2006: Rüdiger Safranski
- ۲۰۰۷: اورس ویدمر
- ۲۰۰۸: رور وولف
- ۲۰۰۹: یودیت هرمان
- ۲۰۱۰: گئورگ کرایسلر
- 2011: Arno Geiger
- ۲۰۱۲: کلاوس مرتز
- ۲۰۱۳: رالف راتمن
- ۲۰۱۴: پتر اشتام
- ۲۰۱۵: مایکل کلیبرگ
- ۲۰۱۶: کریستف پیترز
- 2017: Eva Menasse[۱]
- ۲۰۱۸: دانیل کلمان
- ۲۰۱۹: آنکه استلینگ
- ۲۰۲۰: نوید کرمانی[۴]